# Dolmen von Las Arnillas

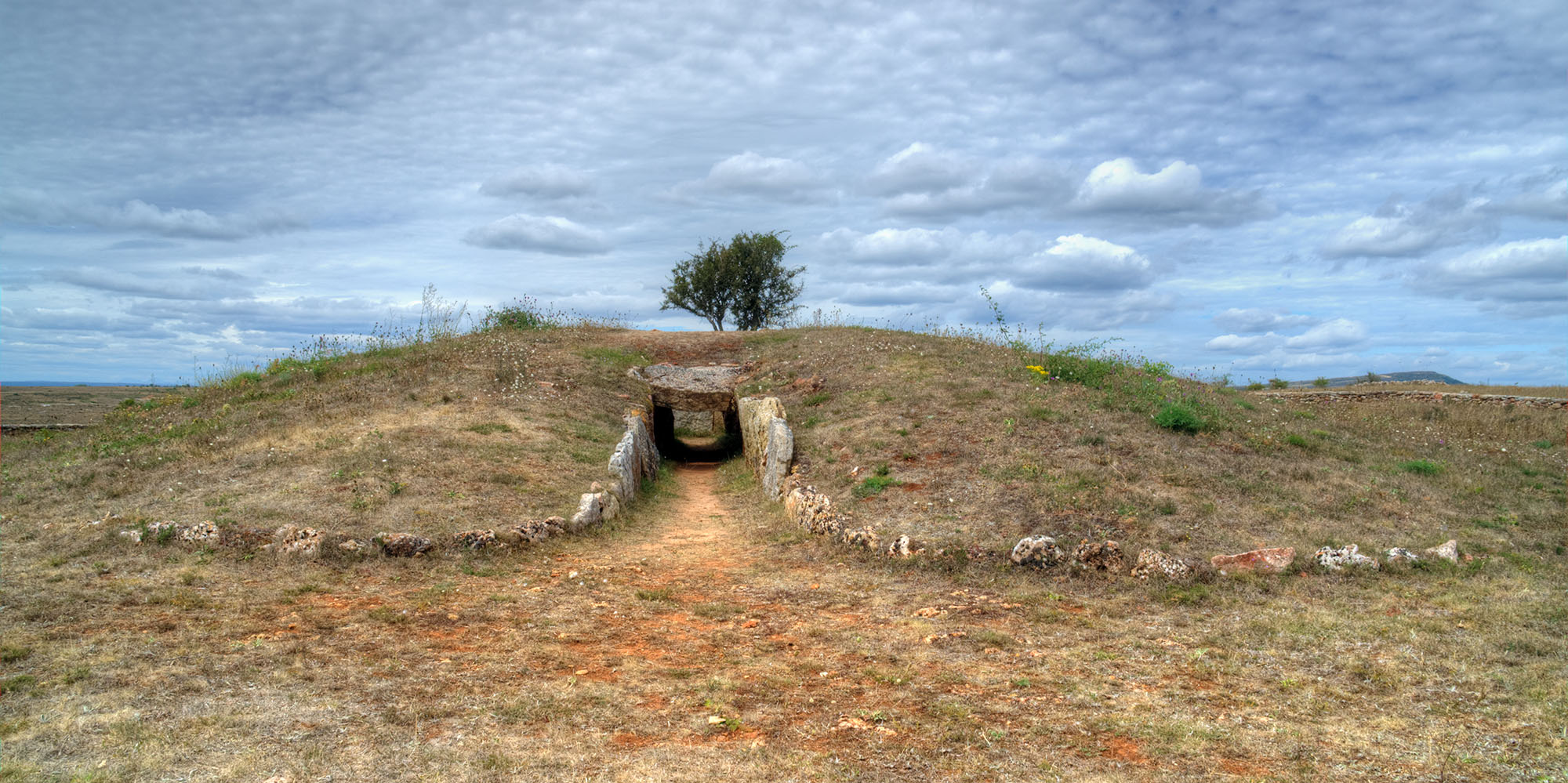
Dolmen von Las Arnillas

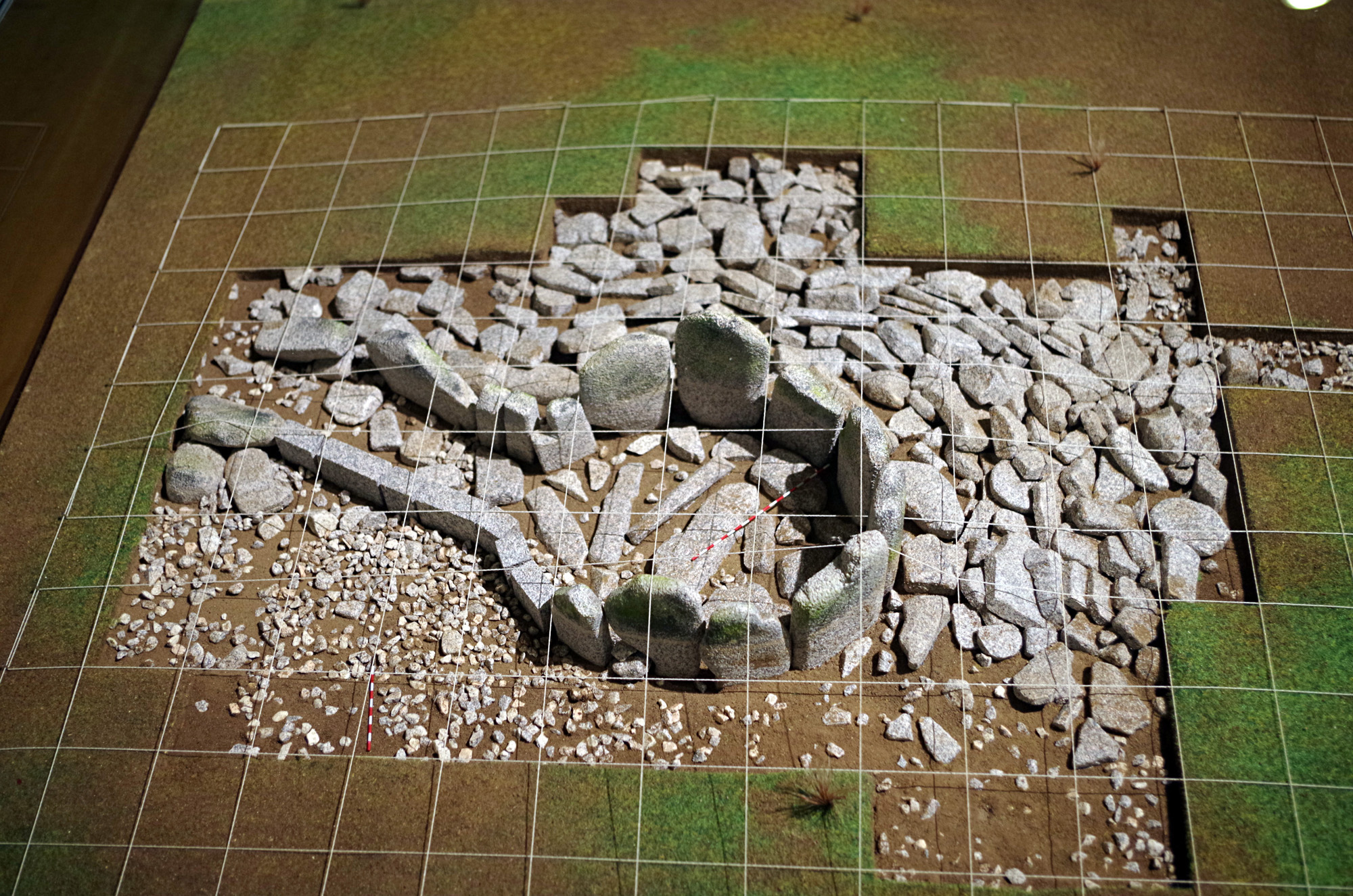
Modell eines Kammergrabes

Der Dolmen von Las Arnillas ist eines der besterhaltenen bzw. bestrestaurierten Megalithgräber im Norden der Iberischen Halbinsel.

## Lage
Der Dolmen befindet sich auf dem Gemeindegebiet von Valle de Sedano etwa 3 km von der Ortschaft Moradillo de Sedano entfernt in der Provinz Burgos in Kastilien und León in Spanien. Auffällig ist seine einsame Lage auf mehr als 1000 m Höhe.

## Beschreibung
Der Dolmen zeigt die typische Struktur einer Megalithanlage mit Gang und runder Kammer (spanisch  corredor con cámara circular). Letztere wird hier noch von dem ringförmigen Hügel von etwa 25 m Durchmesser geschützt, der noch große Teile seiner Randeinfassung besitzt. Der seitlich mit mehr als zehn Orthostaten ausgeführte Gang mit Türsturz und (ergänztem) Zwischenmauerwerk durchdringt den Hügel. Da es einen stark gezackten und keinen ebenen oberen Abschluss der aus 10 senkrechten Platten bestehenden Seitenwand der Kammer gibt, wird angenommen, dass der Bau oben mit einer Holzkonstruktion verschlossen war. In der Kammer wurden die Überreste von fast 50 Personen sowie 13 Schädel gefunden, die mit einem Schädelkult zusammenhängen könnten. Kinder waren von dieser Art von Bestattung ausgeschlossen.